# الفدرالية الدولية لحقوق الإنسان
الفدرالية الدولية لحقوق الإنسان (بالفرنسية: Fédération internationale des ligues des droits de l'homme)‏ هيَ مُنظمة دولية غير حكومية معنية بحقوق الإنسان، تدخل الآن تحت مظلتها 178 منظمة من 120 دولة، ودأبت الفدرالية منذُ عام 1922 على الدفاع عن جميع الحقوق المدنية والسياسية والاقتصادية والاجتماعية والثقافية كما وردت في الإعلان العالمي لحقوق الإنسان.

## التاريخ
في عام 1922، قامت عِدة مُنظمات وطنية منها الرابطة الفرنسية والرابطة الألمانية لحقوق الإنسان بتأسيس الفيدرالية الدولية لحقوق الإنسان، وكانَ شِعارها "حقوق الإنسان من أجل السلام"، وفي عام 1927 نشرت الفيدرالية مناشدة للمجتمع الدولي لتبني "الإعلان العالمي لحقوق الإنسان"، ولإنشاء محكمة جنائية دولية دائمة، وكانت الفيدرالية الدولية هي أول منظمة حقوقية عامة التخصص تدافع عن الحقوق الاقتصادية والاجتماعية.
في الفترة ما بين 1940-1950 اشتركت الفيدرالية في الكفاح ضد النازية، فقامت الميليشيات الفرنسية باغتيال رئيس الفيدرالية الدولية فيكتور باش، وفي نفس الفترة اشترك اثنان من رموز الفيدرالية الدولية في صياغة الإعلان العالمي لحقوق الإنسان، وهُما رينيه كاسان وجوزيف بول بونكور.
وفي الفترة ما بين 1950-1970 تفرقت الفيدرالية الدولية مع اندلاع الحرب العالمية الثانية واختفت من مسرح الأحداث، ولكن بعد الحرب أعادت تكوين نفسها وطورت أنشطتها لحماية حقوق الإنسان، وبدأت أولى مهام تقصي الحقائق والمراقبة القضائية، وفي عام 2001 أصبحَ المحامي السنغالي سيديكي كابا أول رئيس للفيدرالية الدولية لحقوق الإنسان من دولة جنوبية، وذلك خلفاً لسابقيه باتريك بودون وَدانييل جاكوبي وَميشيل بلوم، وجميعهم مُحامين من الرابطة الفرنسية لحقوق الإنسان، وفي نفس الفترة برزت الأهمية القصوى لمحاسبة مرتكبي انتهاكات حقوق الإنسان، سواء كانوا دولاً أو شركات أو أفراداً، وأصبح هذا الهدف مركزاً لنشاط الحركة.

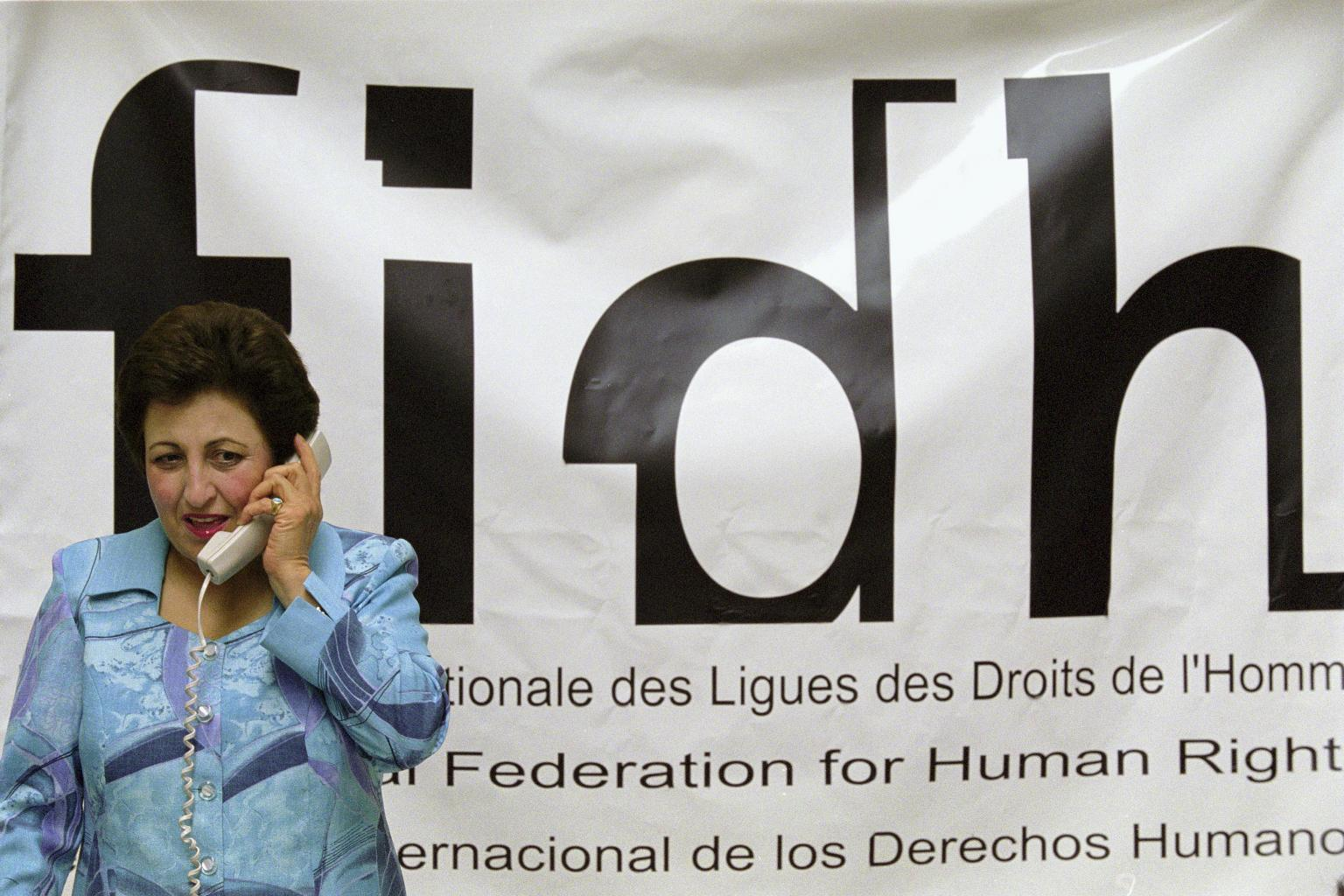
شيرين عبادي في 15 نوفمبر 2003

وفي عام 2002، شكلّ بدء العمل بمعاهدة المحكمة الجنائية الدولية نجاح أحد أول الأهداف للفيدرالية الدولية، مما مهد الطريق لأنشطة متعددة في مساندة ضحايا الانتهاكات، وفي عام 2003 حصلت المحامية الإيرانية شيرين عبادي على جائزة نوبل للسلام، وهي ذات روابط قوية بالفيدرالية الدولية لحقوق الإنسان تمتد عبر سنوات طويلة، واعتبر تكريمها احتفالاً بالتكريس المستمر للمدافعين عن حقوق الإنسان ودفاعهم عن ضحايا الانتهاكات في أخطر المواقف.
وفي عام 2004، قدمت الفدرالية شكوى في ألمانيا حول التعذيب وسوء المعاملة في معتقلي جوانتانامو وأبو غريب، وذلك بالاشتراك مع مركز الحقوق الدستورية (منظمة شريكة للفيدرالية في الولايات المتحدة)، وتم توجيه الشكوى ضد وزير الدفاع الأمريكي السابق دونالد رامسفيلد، وكانت هذه المرة الأولى التي تستهدف أنشطة الفيدرالية شخصية حكومية أمريكية على هذا القدر من الأهمية. وفي سياق الحرب ضد الإرهاب عقد المؤتمر العالمي للفيدرالية في الإكوادور.
وفي عام 2007، تم انتخاب الصحفية التونسية سهير بلحسن، كأول رئيسة للفيدرالية الدولية، وَأكد المؤتمر العالمي في لشبونة على أولوية حماية المهاجرين. وفي عام 2008 أثمرت جهود الفيدرالية في عدة مجالات، مثل عقوبة الإعدام وحقوق المرأة والعدالة الدولية، وتبني الأمم المتحدة للبروتوكول الاختياري للعهد الدولي الخاص بالحقوق الاقتصادية والاجتماعية والثقافية، الذي بعد التصديق عليه سيصبح في متناول ضحايا انتهاكات حقوق الإنسان التقدم بشكواهم كأفراد إلى المنظمات الدولية.
وفي عام 2010، ولأول مرة عقدت الفيدرالية الدولية مؤتمرها العالمي في منطقة القوقاز، وتحديداً في أرمينيا، حيثُ ضم مجلس الإدارة في ذلك الوقت 22 فرداً و19 جنسية من كل القارات، وأكثر من 40% من الأعضاء من النساء، وتوجد الآن 164 منظمة شريكة، وفي الفترة ما بين 2011-2015 وعلى امتداد فترة الربيع العربي، بذلت الفدرالية الدولية لحقوق الإنسان قصارى جهدها للدفاع عن حقوق الأفراد في دول المنطقة، فعلى سبيل المثال في عملت الفدرالية في ليبيا على ضمان أن تكون حقوق الإنسان ركناً ركيناً في إصلاحات النظام الانتقالي.

## العضوية
تمتلك الفدرالية الدولية لحقوق الإنسان الآن 178 منظمة غير حكومية معنية بحقوق الإنسان من 120 دولة في 5 قارات، وَمعنى أن تكون المنظمة عضوة في الفدرالية الدولية، ما يلي:
- اعتماد القيم المنصوص عليها في الإعلان العالمي لحقوق الإنسان، واعتماد مدونة سلوك قوامها الالتزام بالاستقلالية والموضوعية ومنهجيات صارمة للتثبت من الحقائق.
- الاتحاد من أجل مزيد من القوة وعمل تحالفات من أجل إحداث التغيير على الأصعدة المحلية والإقليمية والدولية.
- كسر العزلة من أجل حماية أفضل للمدافعين عن حقوق الإنسان.
- التشارك في الخبرات والممارسات الفضلى والتجارب بين مختلف المنظمات العضوة.

## روابط خارجية
- الموقع الرسمي
- الفدرالية الدولية لحقوق الإنسان  على فيسبوك.
- تاريخ الفدرالية الدولية لحقوق الإنسان على يوتيوب، نُشر في 7 مايو 2013.